# أليكس أوكسليد-تشامبرلين
ألكيساندر مارك ديفيد أوكسليد-تشامبرلين (بالإنجليزية: Alexander Mark David Oxlade-Chamberlain)‏ (مواليد 15 أغسطس 1993 في بورتسموث، إنجلترا) المعروف بأليكس أوكسليد-تشامبرلين، هو لاعب كرة قدم إنجليزي يجيد اللعب في مركز الجناح ويلعب حاليًا مع نادي بشكتاش في الدوري التركي الممتاز.

## مسيرته الكروية

### ساوثهامبتون
إنضم تشامبرلين لأكاديمية نادي ساوثهامبتون عندما كان في السابعة من عمره.
في 2 مارس 2010، ظهر لأول مرة مع الفريق الأول لنادي ساوثهامبتون، عندما بلغ 16 عامًا و 199 يومًا، حيث خرج من مقاعد البدلاء في مباراة إنتهت بالفوز 5-0 على نادي هدرسفيلد تاون
وأصبح ثاني أصغر لاعب يظهر في مباراته الأولى في الفريق الأول للنادي بعد ثيو والكوت.
ظهر أوكسليد-تشامبرلين كبديل في الدقيقة 82 للاعب جايسون بونتشيون في 8 مايو 2010 في المباراة النهائية للموسم ضد نادي ساوثيند يونايتد.
في بداية موسم 2010-2011، بدأ أوكسليد-تشامبرلين أول مباراة تنافسية له في 10 أغسطس ضد نادي بورنموث في الجولة الأولى من كأس الرابطة.  خلال المباراة، سجل الهدف الثاني بفوز ساوثهامبتون بنتيجة 2-0، وهو أول هدف كبير له.
في 20 أغسطس 2010، بعد وقت قصير من عيد ميلاده السابع عشر، وقع أوكسليد-تشامبرلين عقده الاحترافي الأول مع النادي لمدة ثلاث سنوات.
جائت بدايته الأولى في الدوري في خسارة 2-0 على أرضه أمام نادي روتشديل في 4 سبتمبر 2010.
جاء هدفه الأول في الدوري في الفوز 2-1 على أولدهام أثلتيك في 23 أكتوبر 2010.
سجل هدفين آخرين وصنع هدفًا في مباراة إنتهت بالفوز 4-0 على نادي داجنهام اند ريدبريدج في 2 نوفمبر 2010، عندما تم التصويت له كأفضل لاعب في المباراة في مباراة بالدوري للمرة الأولى.
أنهى أوكسليد-تشامبرلين الموسم بتسعة أهداف حيث تم صعود ساوثهامبتون إلى الدوري الإنجليزي الممتاز وتم إختيار تشامبرلين في تشكيلة العام في الليج ون.
لاحقًا خرجت توقعات بشأن انتقال تشامبرلين من نادي ساوثهامبتون وفي يونيو صرح والده مارك تشامبرلين أنه حريص على انضمام ابنه إلى أرسنال «في أقرب وقت ممكن» من أجل «مواصلة تطويره».

### أرسنال

#### موسم 2011-2012

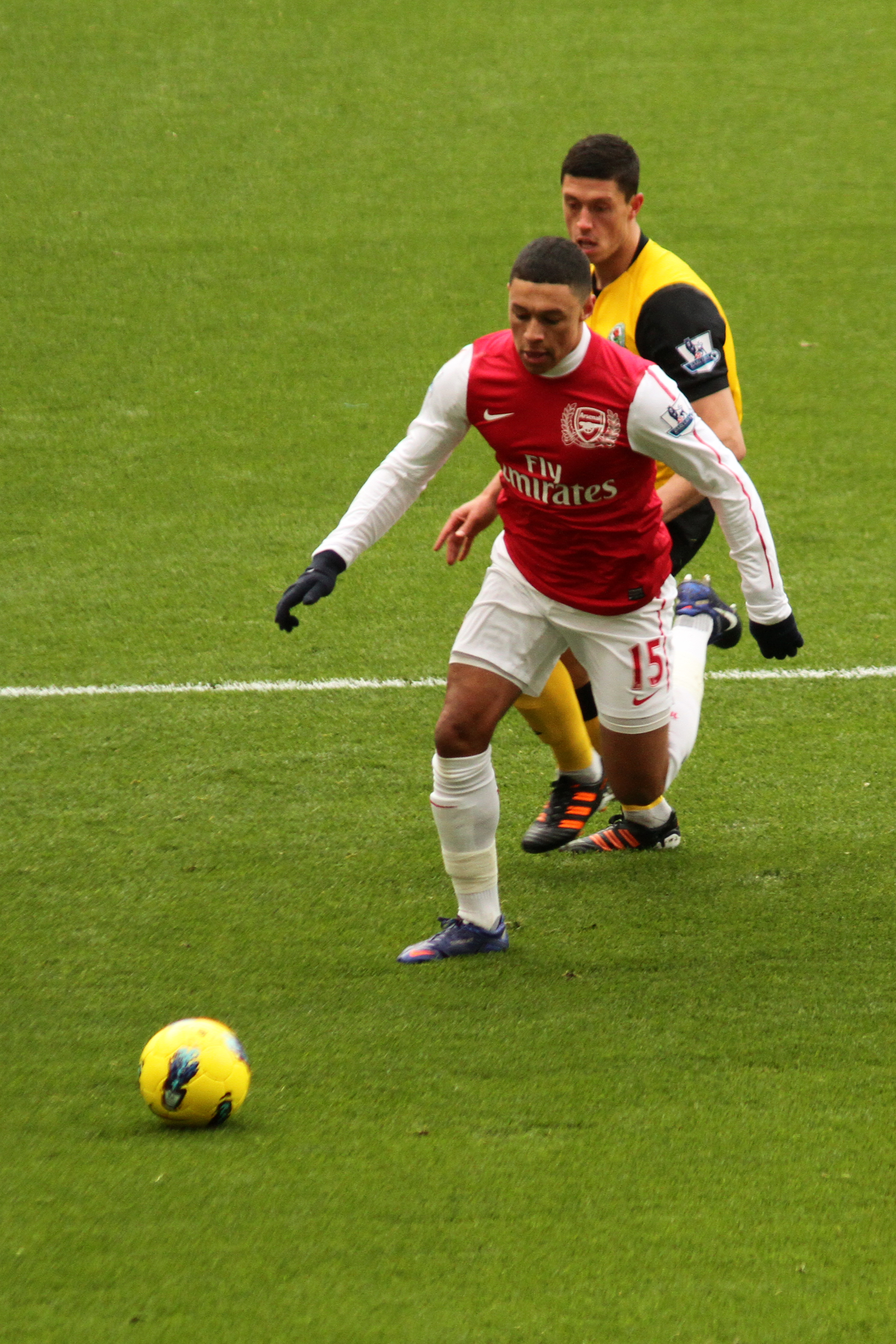
أوكسليد-تشامبرلين بقميص نادي أرسنال عام 2012

في 8 أغسطس 2011، وقع أوكسليد-تشامبرلين ل‍نادي أرسنال الإنجليزي.
على الرغم من عدم مشاركة أي من الناديين في الكشف عن تفاصيل الترتيبات التعاقدية، أشارت مصادر صحفية إلى أن الرسوم كانت 12 مليون جنيه إسترليني دفعة أولية والتي يمكن أن ترتفع إلى 15 مليون جنيه إسترليني مع الإضافات.
في 28 أغسطس 2011، ظهر لأول مرة مع أرسنال في مباراة إنتهت بالهزيمة 8-2 خارج أرضه أمام نادي مانشستر يونايتد، كبديل في الدقيقة 62 للاعب فرانسيس كوكلين، وبذلك أصبح أوكسليد-تشامبرلين اللاعب رقم 150 الذي يمثل نادي أرسنال في الدوري الإنجليزي الممتاز.
في 20 سبتمبر 2011، سجل هدفه الأول لأرسنال في الدقيقة 58 من مباراة كأس الرابطة ضد نادي شروزبري تاون، بمسافة من 25 ياردة حيث فاز نادي أرسنال بنتيجة 3-1.
في 28 سبتمبر 2011، سجل أوكسليد-تشامبرلين الهدف الافتتاحي في الدقيقة الثامنة من أول ظهور له في بطولة دوري أبطال أوروبا ضد الفريق اليوناني النادي أولمبياكوس، حيث ركض على تمريرة طويلة من اللاعب أليكس سونغ  وتجاوز العديد من المدافعين قبل أن ينتهي في ركن المرمى.  وبذلك، أصبح أصغر لاعب إنجليزي يسجل في بطولة دوري أبطال أوروبا، متجاوزًا الرقم القياسي لزميله في الفريق ثيو والكوت.
بدأ أوكسليد-تشامبرلين أول مباراة له في الدوري الإنجليزي الممتاز مع أرسنال في هزيمة 2-1 أمام مانشستر يونايتد على ملعب الإمارات وهو ملعب نادي أرسنال في 22 يناير 2012، حيث ساهم في تمريرة حاسمة لهدف روبين فان بيرسي.  أرسين فينغر استبدله باللاعب أندري أرشافين في الدقيقة 78، وكانت النتيجة 1-1.  لم يقتصر الأمر على استهجان جماهير أرسنال لقرار استبعاد أوكسليد-تشامبرلين، بل اعترض فان بيرسي أيضًا على المدير الفني.
في 4 فبراير 2012، احتفل أوكسليد-تشامبرلين بأول هدفين له في مباراة واحدة بالدوري الإنجليزي الممتاز في مباراة على أرضه ملعب الإمارات ضد نادي بلاكبيرن روفرز التي انتهت بالفوز بنتيجة 7-1 لنادي أرسنال.
بعد هذه المباراة، مدح المدير الفني أرسين فينغر أوكسليد-تشامبرلين لتطوره السريع.
بعد مباراة الإياب من الدور الثاني من بطولة دوري أبطال أوروبا موسم 2011-2012 ضد نادي ميلان الإيطالي، حيث حاز أوكسليد-تشامبرلين على العديد من الثناء على أدائه الرائع، وعلى عرضه في مواجهة معارضة أوروبية قوية.  وصفه اللاعب ماركو فان باستن بأنه «جوهرة»،
بينما صرح روبين فان بيرسي قائد أرسنال آنذاك أن أوكسليد-تشامبرلين كان مستقبل كل من أرسنال وإنجلترا.
في نهاية موسمه الأول في الدوري الإنجليزي الممتاز، تم ترشيح أوكسليد-تشامبرلين لجائزة أفضل لاعب شاب.  حيث كان أصغر لاعب في القائمة المختصرة وخسر في النهاية أمام اللاعب كايل ووكر من الذي كان يلعب لنادي توتنهام هوتسبر، وهو أكبر منه بثلاث سنوات.

#### موسم 2012-2013

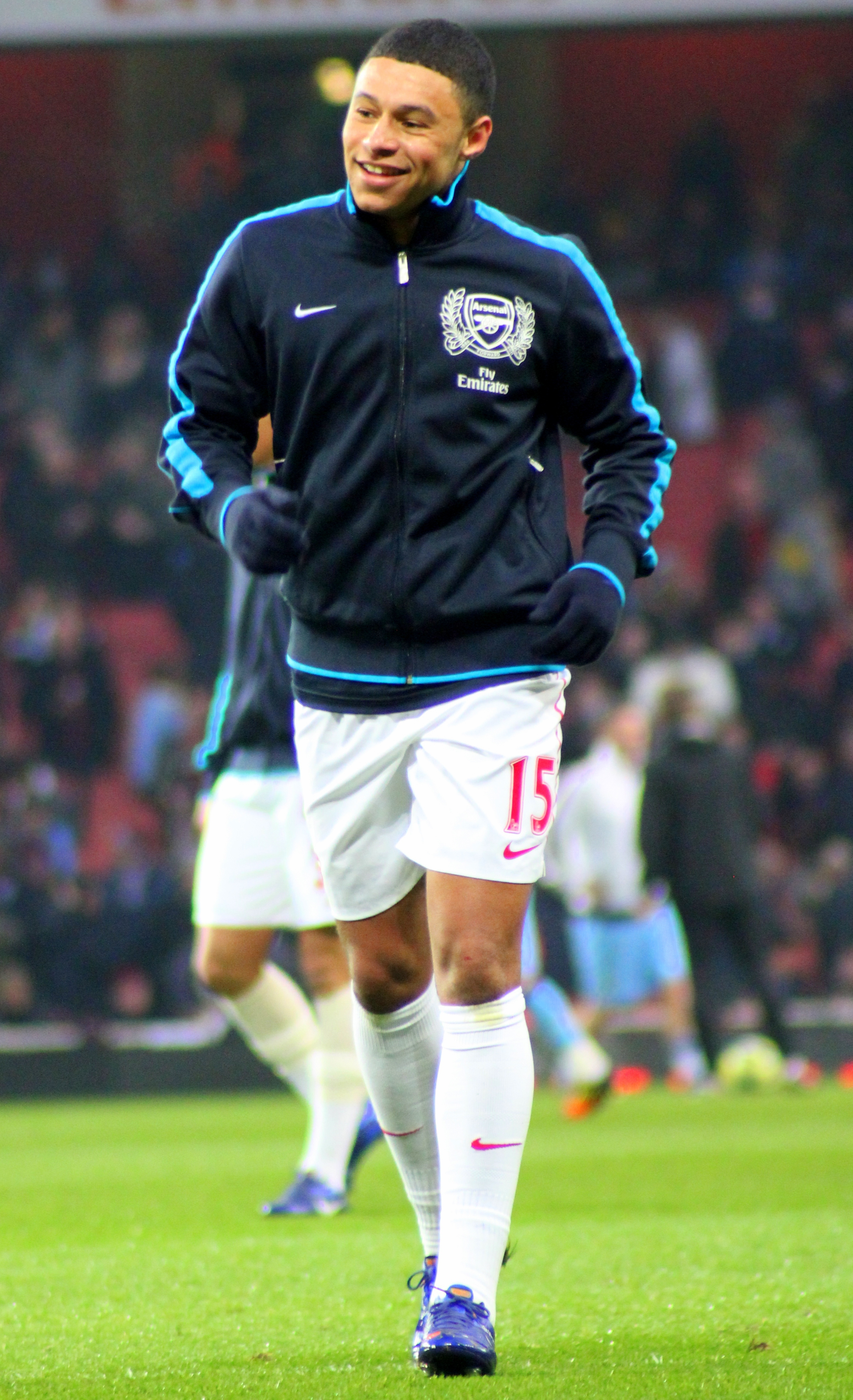
أوكسليد-تشامبرلين يقوم بالإحماء برفقة نادي أرسنال عام 2012

سجل أوكسليد-تشامبرلين هدفه الأول مع أرسنال موسم 2012-2013 من 25 ياردة في مباراة إنتهت بالفوز 6-1 على أرضه ضد نادي كوفنتري سيتي في كأس الرابطة.
في 19 ديسمبر 2012، أُعلن أن أوكسليد-تشامبرلين، مع زملائه في الفريق آرون رامزي وكيران غيبس وجاك ويلشير وكارل جينكينسون، وقعوا عقدًا جديدًا طويل الأمد مع نادي أرسنال.
سجل أوكسليد-تشامبرلين هدفه الوحيد في الدوري الإنجليزي الممتاز في موسم 2012-2013 في مباراة إنتهت بالفوز 7-3 على أرضه ضد نادي نيوكاسل يونايتد.

#### موسم 2013-2014
في يوم افتتاح موسم 2013-2014، صنع أوكسليد-تشامبرلين هدف لزميله أوليفيه جيرو في الهزيمة 3-1 على أرضه أمام نادي أستون فيلا،
ومع ذلك، فقد خرج مصابًا وكُشف لاحقًا أنه سيغيب لمدة تتراوح بين ستة أسابيع وثلاثة أشهر، وغاب عن تصفيات المنتخب الإنجليزي المتبقية لبطولة كأس العالم 2014 التي ستُقام في البرازيل ضد منتخب بولندا ومنتخب الجبل الأسود.
على الرغم من عدم لعبه مع أرسنال منذ تعرضه للإصابة، إلا أن أوكسليد-تشامبرلين كان لا يزال مرشحًا لجائزة  الفتى الذهبي لعام 2013 تقديراً لأدائه في وقت سابق من العام مع منتخب إنجلترا وأرسنال.
في 2 فبراير، سجل أوكسليد-تشامبرلين أول هدفين له هذا الموسم في مباراة إنتهت بالفوز لنادي أرسنال بنتيجة 2-0 على نادي كريستال بالاس.
غاب أوكسليد-تشامبرلين عن الأسابيع القليلة الأخيرة من الموسم، بما في ذلك نهائي كأس الاتحاد الإنجليزي لعام 2014 التي فاز بقا فريق أرسنال على فريق هال سيتي، بعد تعرضه للإصابة.

#### موسم 2014-2015

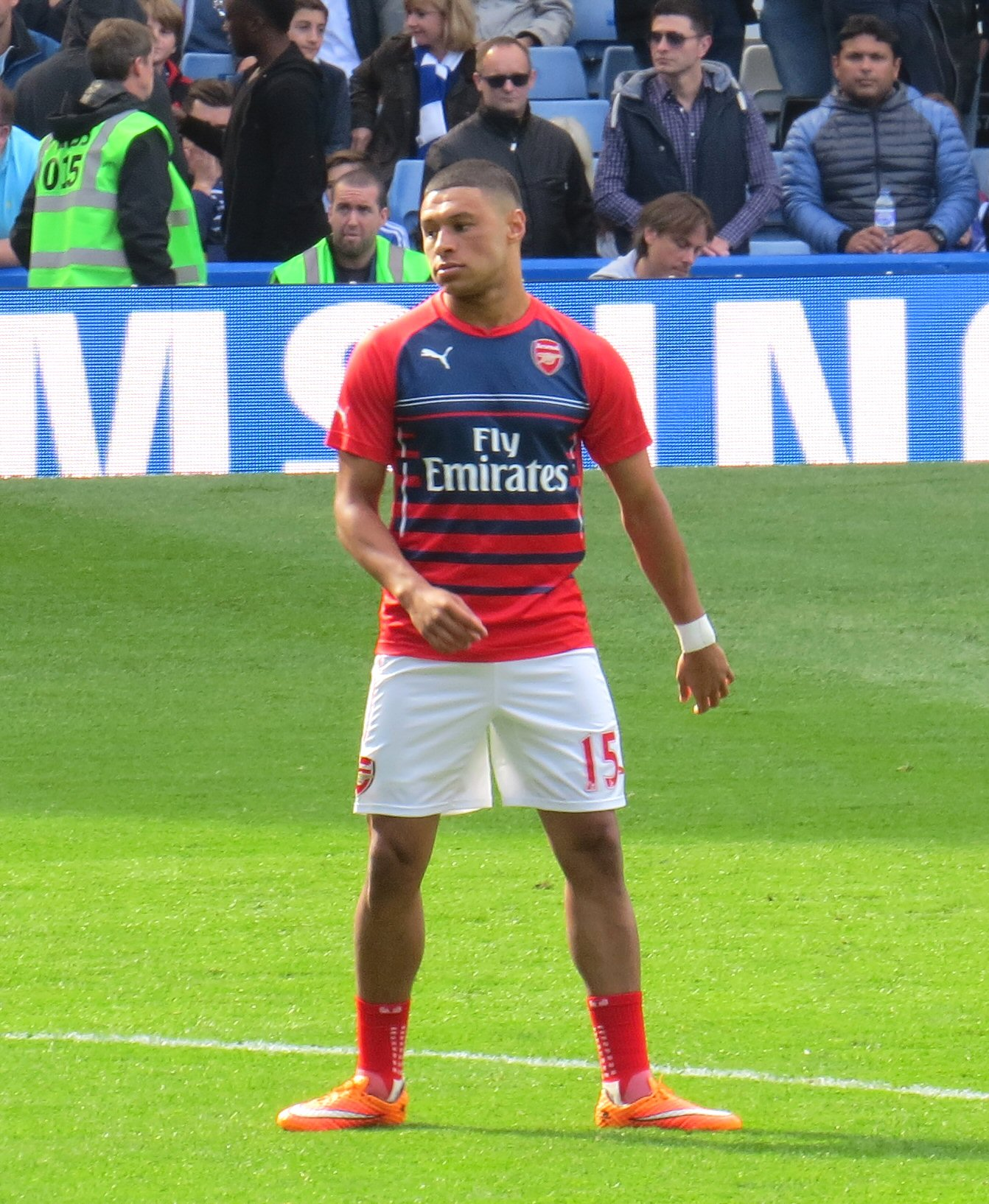
أوكسليد-تشامبرلين يقوم بعملية الإحماء برفقة نادي أرسنال عام 2014

بدأ أوكسليد-تشامبرلين الموسم بفوزه درع الاتحاد الإنجليزي 2014 بفوزه على نادي مانشستر سيتي بنتيجة 3-0 في ملعب ويمبلي.
في 27 سبتمبر، سجل أوكسليد-تشامبرلين في ديربي شمال لندن في تعادل 1-1 ضد نادي توتنهام هوتسبر.
في 4 نوفمبر، سجل هدفًا ليضع آرسنال في المقدمة 3-0 ضد نادي رويال أندرلخت في بطولة دوري أبطال أوروبا، والمباراة انتهت في النهاية بنتيجة 3-3.
كما سجل في دور الـ 16 في مباراة ضد نادي موناكو في فبراير.
بعد مباراتين، أُصيب في الفوز 2-1 على مانشستر يونايتد في كأس الاتحاد الإنجليزي وكان لا بد من إخراجه بعد نهاية الشوط الأول مباشرة.
تم التأكيد لاحقًا على أنه سيغيب لمدة ثلاثة إلى أربعة أسابيع بسبب إصابة في أوتار الركبة.
في 30 مايو 2015، ظهر أوكسليد-تشامبرلين كبديل في نهائي كأس الاتحاد الإنجليزي ومرر إلى أوليفيه جيرو ليجعل النتيجة 4-0. وهي النتيجة النهائية ضد أستون فيلا على ملعب ويمبلي.

#### موسم 2015-2016
في 2 أغسطس 2015، سجل أوكسليد-تشامبرلين الهدف الوحيد في الفوز 1-0 على نادي تشيلسي في درع الاتحاد الإنجليزي.
جاء هدفه الوحيد في الدوري الإنجليزي الممتاز ذلك الموسم خارج أرضه أمام نادي بورنموث، وهو الهدف الأول الذي سجله ل‍نادي أرسنال في مباراة بالدوري خارج الديار.
في 23 فبراير 2016، تعرض لإصابة خطيرة في الركبة في مباراة إنتهت بالهزيمة بنتيجة 2-0 على أرضه أمام نادي برشلونة في الدور ال16 من بطولة دوري أبطال أوروبا، والذي كان من المتوقع في البداية أن تمنعه الإصابة من اللعب لمدة تصل إلى ثمانية أسابيع.
منعته إصابة أخرى في مايو أثناء التدريبات عودته لبقية الموسم، بما في ذلك بطولة أمم أوروبا 2016.

#### موسم 2016-2017
بدأ أوكسليد-تشامبرلين على مقاعد البدلاء في هزيمة آرسنال في اليوم الافتتاحي أمام نادي ليفربول، لكن أوكسليد-تشامبرلين أُستبدل بالمصاب أليكس إووبي ليسجل هدف أرسنال الثاني حيث إنتهت المباراة بالهزيمة 3-4.
صنع تشامبرلين أيضًا تمريرة حاسمة لهدف التعادل في الدقيقة الأخيرة ل‍أوليفيه جيرو في ملعب أولد ترافورد حيث حقق أرسنال التعادل 1-1 مع مانشستر يونايتد.
كما سجل أوكسليد-تشامبرلين هدفًا ضد نادي وست هام يونايتد وقدم تمريرة حاسمة لهدف من أليكسيس سانشيز في أول مباراة خارج أرض أرسنال على ملعب لندن، حيث فاز بنتيجة 5-1.
سجل ثلاث مرات في مسيرة آرسنال في بطولة كأس الرابطة حيث وصلوا إلى ربع النهائي من البطولة.
في 23 أبريل، فاز أوكسليد-تشامبرلين بجائزة رجل المباراة في نصف نهائي كأس الاتحاد الإنجليزي ضد مانشستر سيتي، بعد أن قدم تمريرة حاسمة لـ ناتشو مونريال ليسجل هدف التعادل. كانت هذه ثاني مباراة له في دور وسط الجناح.
كما قدم تمريرات حاسمة لكلا الهدفين في الفوز 2-0 في المباراة على أرضه ضد نادي مانشستر يونايتد في 7 مايو.

### ليفربول

#### موسم 2017-2018
في 31 أغسطس 2017، وقع أوكسليد-تشامبرلين عقدًا مدته خمس سنوات مع منافس نادي أرسنال في الدوري الإنجليزي الممتاز وهو نادي ليفربول مقابل 35 مليون جنيه إسترليني.
في 9 سبتمبر 2017، ظهر أوكسليد-تشامبرلين لأول مرة مع نادي ليفربول، حيث جاء كبديل في خسارة 5-0 أمام نادي مانشستر سيتي. سجل هدفه الأول للنادي في 17 أكتوبر، حيث خرج من مقاعد البدلاء ليسجل في فوز 7-0 في دوري أبطال أوروبا على نادي ماريبور، وهي النتيجة التي كانت أكبر فوز مشترك على الإطلاق في المسابقة، والفوز الأكبر خارج أرضه من قبل نادي إنجليزي.
في 4 نوفمبر 2017، سجل هدفه الأول مع النادي في الدوري الإنجليزي الممتاز في مباراة انتهت بالفوز 4-1 على نادي وست هام يونايتد.
في 14 يناير 2018، سجل الهدف الأول في فوز فريقه بنتيجة 4-3 على مانشستر سيتي، منهياً بذلك سلسلة مبارياتهم الخالية من الهزائم في الدوري الإنجليزي الممتاز في ذلك الموسم.
في 25 أبريل 2018، تعرض أوكسليد-تشامبرلين لإصابة خطيرة في ركبته في الدقيقة 15 من عمر مباراة نصف نهائي بطولة دوري أبطال أوروبا 2017-18 تحديدًا في مباراة الذهاب 5-2 ضد نادي روما الإيطالي، مما منعه من مواصلة اللعب خلال الموسم، أو المشاركة في كأس العالم 2018 التي ستُقام في روسيا.

#### موسم 2018-2019
في 18 يوليو، أكد ليفربول أن أوكسليد-تشامبرلين لن يلعب غالبية موسم 2018-19، حيث قال كلوب: «يبدو أن الوقت مناسب الآن لإخبار الناس أن الموسم المقبل سيكون التركيز على التعافي وإعادة التأهيل».
في 28 ديسمبر، صرح كلوب أن إعادة تأهيل أوكسليد-تشامبرلين كان «قبل الموعد المحدد» وأنه «إذا اتخذ خطوات أخرى كما فعل في الأسابيع القليلة الماضية، فيمكنه لعب كرة القدم في الدوري الإنجليزي الممتاز هذا الموسم، وهو أمر جميل أن نعرفه».
في 26 أبريل 2019، بعد 366 يومًا من إصابته، عاد أوكسليد تشامبرلين كبديل في مباراة إنتهت بالفوز لنادي ليفربول 5-0 على نادي هدرسفيلد تاون.
كان أوكسليد-تشامبرلين على مقاعد البدلاء ولم يلعب مباراة نهائي دوري أبطال أوروبا 2019 ضد نادي توتنهام هوتسبر التي إنتهت بنتيجة 2-0.

#### موسم 2019-2020

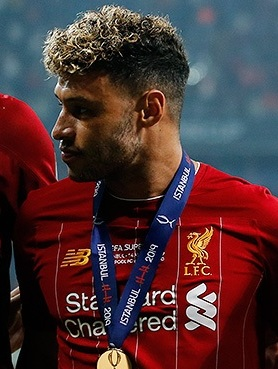
أوكسليد-تشامبرلين بعد فوزه في مباراة كأس السوبر الأوروبي 2019 برفقة نادي ليفربول

في 22 أغسطس، قام أوكسليد تشامبرلين بتمديد عقده مع نادي ليفربول حتى عام 2024.
بالعودة إلى لياقته وتعافيه من الإصابة بعد إعادة التأهيل المكثفة، في أواخر أكتوبر وأوائل نوفمبر، سجل أوكسليد-تشامبرلين ثلاثة أهداف في دوري أبطال أوروبا في غضون أسبوعين ضد نادي جينك، بالإضافة إلى جهد طويل المدى ضد ناديه السابق  أرسنال في كأس الرابطة يوم 30 أكتوبر.
سجل هدفه الأول في الدوري هذا الموسم في الشهر التالي، حيث سجل كرة من صناعة جوردان هندرسون ليقدم أول هدف في الفوز 3-0 خارج ملعبه على نادي بورنموث، في 7 ديسمبر.
بعد أسبوعين بالضبط، في 21 ديسمبر، بدأ أوكسليد-تشامبرلين مع ليفربول في نهائي كأس العالم للأندية ضد نادي فلامنغو، حيث لعب 75 دقيقة حتى تم إجباره على الخروج بسبب  إصابة بعد السقوط على كاحله؛ أكد كلوب لاحقًا كيف سيغيب أوكسليد-تشامبرلين عن المباراتين المتبقيتين لعام 2019، حيث تعرض لـ «إصابة في أربطة الكاحل».
سجل أوكسليد-تشامبرلين لاحقًا الهدف الخامس في فوز ليفربول 5-3 على نادي تشيلسي في 22 يوليو، آخر مباراة له على ملعب أنفيلد هذا الموسم.

#### موسم 2020-2021
عانى أوكسليد-تشامبرلين من إصابة في الركبة في 21 أغسطس، خلال معسكر الفريق ما قبل الموسم في النمسا.
في 19 مايو، سجل أوكسليد-تشامبرلين هدفه الأول هذا الموسم حيث لعب كبديل في الفوز 3-0 خارج الأرض على نادي بيرنلي.

## إحصائيات

### الأندية
آخر تحديث 29 أغسطس 2015.
| النادي        | الموسم        | الدوري                         | الدوري | الدوري | كأس الاتحاد الإنجليزي | كأس الاتحاد الإنجليزي | كأس الأندية المحترفة | كأس الأندية المحترفة | يويفا | يويفا | أخرى | أخرى  | المجموع | المجموع |
| النادي        | الموسم        | الدوري                         | ظهور   | أهداف  | ظهور                  | أهداف                 | ظهور                 | أهداف                | ظهور  | أهداف | ظهور | أهداف | ظهور    | أهداف   |
| ------------- | ------------- | ------------------------------ | ------ | ------ | --------------------- | --------------------- | -------------------- | -------------------- | ----- | ----- | ---- | ----- | ------- | ------- |
| ساوثهامبتون   | 2009–10       | الدوري الإنجليزي الدرجة الأولى | 2      | 0      | 0                     | 0                     | 0                    | 0                    | —     | —     | 0    | 0     | 2       | 0       |
| ساوثهامبتون   | 2010–11       | الدوري الإنجليزي الدرجة الأولى | 34     | 9      | 4                     | 0                     | 2                    | 1                    | —     | —     | 1    | 0     | 41      | 10      |
| ساوثهامبتون   | المجموع       | المجموع                        | 36     | 9      | 4                     | 0                     | 2                    | 1                    | —     | —     | 1    | 0     | 43      | 10      |
| آرسنال        | 2011-12       | الدوري الإنجليزي الممتاز       | 16     | 2      | 3                     | 0                     | 3                    | 1                    | 4     | 1     | —    | —     | 26      | 4       |
| آرسنال        | 2012–13       | الدوري الإنجليزي الممتاز       | 25     | 1      | 2                     | 0                     | 2                    | 1                    | 4     | 0     | —    | —     | 33      | 2       |
| آرسنال        | 2013–14       | الدوري الإنجليزي الممتاز       | 14     | 2      | 4                     | 1                     | 0                    | 0                    | 2     | 0     | —    | —     | 20      | 3       |
| آرسنال        | 2014–15       | الدوري الإنجليزي الممتاز       | 23     | 1      | 3                     | 0                     | 1                    | 0                    | 9     | 2     | 1    | 0     | 37      | 3       |
| آرسنال        | 2015–16       | الدوري الإنجليزي الممتاز       | 4      | 0      | 0                     | 0                     | 0                    | 0                    | 0     | 0     | 1    | 1     | 5       | 1       |
| آرسنال        | 2016–17]      | الدوري الإنجليزي الممتاز       | 29     | 2      | 6                     | 0                     | 3                    | 3                    | 7     | 1     | —    | —     | 45      | 6       |
| آرسنال        | 2017–18       | الدوري الإنجليزي الممتاز       | 3      | 0      | 0                     | 0                     | 0                    | 0                    | 0     | 0     | 1    | 0     | 4       | 0       |
| آرسنال        | المجموع       | المجموع                        | 132    | 9      | 21                    | 1                     | 11                   | 5                    | 31    | 4     | 3    | 1     | 198     | 20      |
| ليفربول       | 2017–18       | الدوري الإنجليزي الممتاز       | 0      | 0      | 0                     | 0                     | 0                    | 0                    | 0     | 0     | 0    | 0     | 0       | 0       |
| ليفربول       | المجموع       | المجموع                        | 0      | 0      | 0                     | 0                     | 0                    | 0                    | 0     | 0     | 0    | 0     | 0       | 0       |
| المجموع الكلي | المجموع الكلي | المجموع الكلي                  | 168    | 18     | 25                    | 1                     | 13                   | 6                    | 31    | 4     | 4    | 1     | 241     | 30      |

1. ↑  ظهور في فوتبول ليغ تروفي
2. 1 2 3 4  ظهور في دوري أبطال أوروبا
3. 1 2  ظهور في درع الاتحاد الإنجليزي

### المنتخب
آخر تحديث آخر مباراة لعب فيها في 13 يونيو 2017.
| المنتخب | السنة   | ظهور | أهداف |
| ------- | ------- | ---- | ----- |
| إنجلترا | 2012    | 9    | 1     |
| إنجلترا | 2013    | 4    | 2     |
| إنجلترا | 2014    | 7    | 1     |
| إنجلترا | 2015    | 4    | 1     |
| إنجلترا | 2017    | 3    | 1     |
| المجموع | المجموع | 27   | 6     |

### الأهداف الدولية
آخر تحديث آخر مباراة في 13 يونيو 2017.
| الترتيب | التاريخ        | الملعب                                 | الظهور | المنافس    | النتيجة | النتيجة النهائية | المنافسة                           | Ref    |
| ------- | -------------- | -------------------------------------- | ------ | ---------- | ------- | ---------------- | ---------------------------------- | ------ |
| 1       | 12 أكتوبر 2012 | ملعب ويمبلي، لندن، إنجلترا             | 8      | سان مارينو | 5–0     | 5–0              | تصفيات كأس العالم لكرة القدم 2014  | [ 82 ] |
| 2       | 22 مارس 2013   | ملعب سان مارينو، سرافاله، سان مارينو   | 10     | سان مارينو | 2–0     | 8–0              | تصفيات كأس العالم لكرة القدم 2014  | [ 83 ] |
| 3       | 2 يونيو 2013   | ملعب ماراكانا، ريو دي جانيرو، البرازيل | 12     | البرازيل   | 1–1     | 2–2              | مباراة ودية                        | [ 84 ] |
| 4       | 18 نوفمبر 2014 | سلتيك بارك، غلاسكو، سكتلندا            | 20     | إسكتلندا   | 1–0     | 3–1              | مباراة ودية                        | [ 85 ] |
| 5       | 12 أكتوبر 2015 | ملعب إل إف إف، فيلنيوس، ليتوانيا       | 24     | ليتوانيا   | 3–0     | 3–0              | تصفيات بطولة أمم أوروبا لكرة القدم | [ 86 ] |
| 6       | 10 يونيو 2017  | هامبدن بارك، غلاسكو، سكتلندا           | 26     | إسكتلندا   | 1–0     | 2–2              | تصفيات كأس العالم لكرة القدم 2018  | [ 87 ] |

## روابط خارجية
- احصائية مهنة أليكس أوكسلاد-تشامبرلين على موقع الاتحاد الإنجليزي لكرة القدم
- أليكس أوكسليد-تشامبرلين على موقع الاتحاد الأوربي (الإنجليزية)
- أليكس أوكسليد-تشامبرلين على موقع اتحاد تركيا (لاعب) (الإنجليزية)
- أليكس أوكسليد-تشامبرلين على موقع قاعدة بيانات كرة القدم.إي يو (الإنجليزية)
- أليكس أوكسليد-تشامبرلين على موقع ليكيب (الفرنسية)
- أليكس أوكسليد-تشامبرلين على موقع ناشيونال فوتبول تيمز (الإنجليزية)
- أليكس أوكسليد-تشامبرلين على موقع Soccerbase.com (لاعب) (الإنجليزية)
- أليكس أوكسليد-تشامبرلين على موقع Soccerway.com (الإنجليزية)
- أليكس أوكسليد-تشامبرلين على موقع عالم كرة القدم.نت (الإنجليزية)
- أليكس أوكسليد-تشامبرلين على موقع AS.com (الإسبانية)